# チャハル

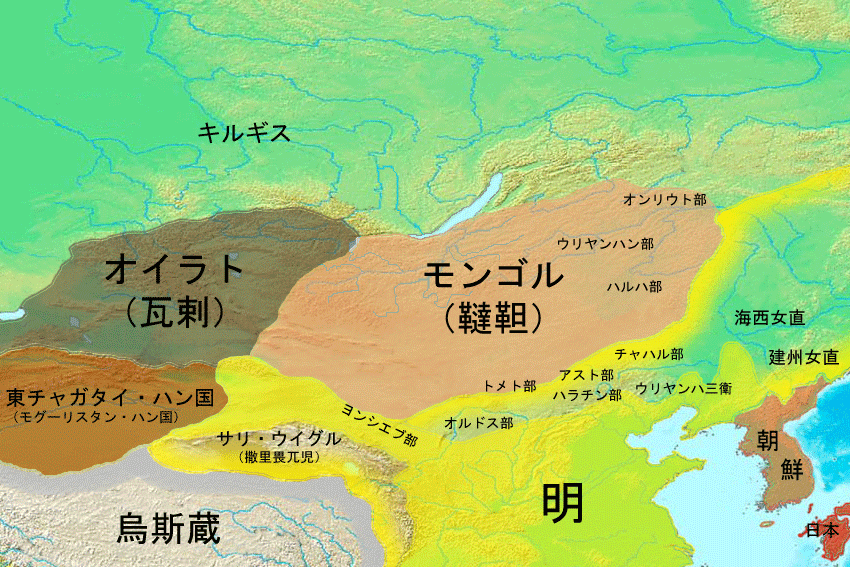
15世紀の東アジア諸国と北方諸民族。

チャハル（モンゴル語: Цахар、ᠴᠠᠬᠠᠷ　転写：čaqar、漢語：察哈爾、英語: Chahars）は、近世以降のモンゴルの有力部族集団のひとつ。清代以降にはそれらの遊牧する地域を指す名称としても用いられた。清朝はモンゴルを八旗蒙古・内属蒙古・外藩蒙古の三種に区分したが、チャハル部は、後述の「ブルニ親王の乱」以降、旧来の首長家が廃止され、清朝皇帝に直属する「内属蒙古」とされた。

## 歴史

### 成立
15世紀末、北元モンゴル（韃靼）はダヤン・ハーンによって、トゥメン（万人隊）と呼ばれる六つの大部族に再編成され、三トゥメンずつ、ゴビ砂漠の東北の「左翼」とゴビ砂漠の西南の「右翼」に分かれた。左翼を構成するトゥメンは、チャハル，ハルハ，ウリヤンハンの三トゥメンで、筆頭のチャハル・トゥメンは、13世紀にクビライが兄モンケから与えられた京兆（西安）所領の後身で、代々クビライの母ソルコクタニ・ベキ（エシ・ハトン）の霊に奉仕した。クビライの即位後、子の安西王マンガラ、孫の安西王アナンダと相続され、泰定帝の代に安西王オルク・テムルに与えられたが、1332年、文宗トク・テムルによって取り潰された。1510年、ダヤン・ハーンがモンゴルを再統一すると、ダヤン・ハーンの直轄領となった。

### ボディ・アラク・ハーン
ダヤン・ハーンが亡くなると、長男のトロ・ボラトがすでに亡くなっていたため、その長男であるボディが後継者に指名されていたが、まだ21歳と若かったため、ダヤン・ハーンの三男でボディの叔父であるバルス・ボラト晋王が右翼三トゥメンを背景に即位し、サイン・アラク・ハーンと称した。しかし、ボディは左翼三トゥメンの勢力を結集し、叔父に迫って退位させ、ボディ・アラク・ハーンとして即位した。1542年、オルドス部・トゥメンのグン・ビリク・メルゲン晋王が亡くなると、ボディ・アラク・ハーンはその弟であるトゥメト・トゥメンのアルタンに、「トシェート・セチェン・ハーン」（補佐ハーン）の称号を授け、右翼の新しい指導者と認め、モンゴルで2番目のハーンという位置づけをした。

### ダライスン・ゴデン・ハーン
1547年、ボディ・アラク・ハーンが亡くなると、その長男ダライスン・ハーンは、アルタン・ハーンの圧迫を避けて、チャハル部およびハルハ部の一部を引き連れて大興安嶺山脈の東側に移動し、遼河の上流域に遊牧地を移した。1551年、ダライスン・ハーンはアルタン・ハーンと和睦し、八白室（ナイマン・チャガン・ゲル：チンギス・カン廟）の神前で正式にハーンに即位することができ、ダライスン・ゴデン・ハーンとなった。ダライスン・ゴデン・ハーンはその代償として、元代以来の名誉ある称号「司徒」をアルタンに授け、アルタン・ハーンが「ゲゲン・ハーン」と称することを承認した。

### リンダン・フトゥクト・ハーン
その後、チャハル部は高原東部から東北平原（満州）にかけて最大の勢力であり続け、チベット仏教界とも親密な関係を築いた。17世紀に入るとリンダン・フトゥクト・ハーンは自らの下にモンゴル諸部族を再統一しようと考えたが、それまで対等な関係で同盟を結んでいたにすぎなかったモンゴル諸部は彼の強権を嫌い、ホルチン部においては、いち早く満洲の後金国主ヌルハチと同盟し、その息子ホンタイジ率いる後金軍が内ハルハを支配下に入れたのち、熱河まで進出する事態となった。1627年、後金国のホンタイジの圧迫を受けたリンダン・フトゥクト・ハーンは西方に移動し、1628年にハラチン、トゥメトの両ハーン家を滅ぼしてフヘ・ホト（フフホト）を手に入れ、河套のオルドス部部を服従させ、さらに北モンゴルにまで勢力を伸ばした。当時、北モンゴルのハルハ部で最も強力であったのは、アバダイ・ハーンの甥のトゥメンケン・チョクト・ホンタイジで、彼はリンダン・フトゥクト・ハーンに忠誠を誓ってその事業に協力したため、リンダン・フトゥクト・ハーンは全モンゴルをその支配下に置くことができた。1634年、リンダン・フトゥクト・ハーンはチベット遠征に出発し、青海に入ろうとしたが、その途上シャラ・タラの草原（甘粛省武威県、永昌県方面）で病死した。その間、リンダン・フトゥクト・ハーンが不在のモンゴルでは、満洲のホンタイジ率いる後金軍がフヘ・ホトを占領し、翌年（1635年）にはリンダンの遺児エジェイが後金に降り、元朝皇帝に伝わる玉璽「制誥之宝」を後金に献上することとなった。

### ブルニ親王の乱
エジェイはホンタイジの娘を娶わせられ、親王の爵位を与えられて清の皇族として遇せられて、そのまま内モンゴルの中部に留まったチャハル部を領した。しかし、その子で親王の爵位を継承したブルニが1673年に三藩の乱に呼応して反乱を起こし、康熙帝に鎮圧された後、チャハル王家は取り潰された。チャハル部族は解体されてモンゴル人の王家を通さずに清の皇帝が直轄支配する総管旗に再編され、張家口の北の草原でチャハル八旗、チャハル四牧群などが設置された。張北口には清の官僚であるチャハル都統が置かれ、チャハル八旗はその配下として皇帝直属の領民とされる。ただし、エジェイのときにチャハル王家の統括を離れ、皇帝直属のホシューン（旗）となっていたウジュムチン、ホーチト、スニト、アオハン、ナイマンなどのチャハル部の分家はブルニに従わず、そのままダヤン・ハーンの子孫を旗長とする遊牧部族として続く。

### 清代～中華民国
清末になると、チャハル八旗の領域は農地化が進み、牧地が減少した。清の滅亡後、1914年にチャハル八旗は周辺のチャハル系遊牧領はチャハル特別区とされ、1928年に解体されて東部に張家口を省都とする察哈爾省が置かれた。また、西部はフフホトを首都とする綏遠省に編入された。
中華人民共和国成立後の1952年、察哈爾省は再び解体され、北部は内モンゴル自治区に併合され、南部は河北・山西両省に編入されて省を廃止された。かつてのチャハルの牧地の主要部は内モンゴル自治区のシリンゴル盟、バヤンノール盟などに属するが、遊牧生活はほとんど廃れ、定住牧畜や半農の牧畜しか行われていない。

## チャハル傘下の遊牧集団
清朝に降る以前、チャハルは8つの遊牧集団より成り立っており、これをモンゴル年代記は「8オトク・チャハル(Naiman Otoγ Čaqar)」、漢文史料は「察罕児八大営」と称している。

### 山陽の左翼4オトク
- ケシクテン(克失旦／Kesigten)…ダヤン・ハーンの五男オチル・ボラトの家系が統治し、清代にはジョーオダ盟ヘシグテン旗とされた。
- アオハンとナイマン(Auqan・Naiman)…ボディ・アラク・ハーンの甥アイダビシュ・タイジの家系が統治し、清代にはジョーオダ盟アオハン旗・ナイマン旗とされた。
- アラグチュト(Alaγčud)…ボディ・アラク・ハーンの甥ボイマ・タイジの家系が統治したが、清代には解体された。
- タタル(Caγan Tatar)…ダヤン・ハーンの九男ウバサンジャの家系が統治したが、清代には解体された。

※タタルを外し、アオハンとナイマンを独立した部族として数える学説もある。

### 山陰の右翼4オトク
- ウジュムチン(烏珠穆沁／Üǰümüčin)…ボディ・アラク・ハーンの三男オンゴン・ドゥラル・ノヤンの家系が統治し、清代にはシリンゴル盟ウジュムチン左・右旗とされた。
- ホーチト(浩斉特／Qaγučd)…ダヤン・ハーンの五男オチル・ボラトの家系が統治し、清代にはシリンゴル盟ホーチト左・右旗とされた。
- スニト(蘇尼特／Sönid)…ダライスン・コデン・ハーンの二男ジョント・ドゥラガル・ノヤンの家系が統治し、清代にはシリンゴル盟スニト左・右旗とされた。
- ウルウト(Urud)…ダヤン・ハーンの十男ゲレ・ボラトの家系が統治したが、清代には解体された。
- ケムジュート(Kemǰigüd)…ダライスン・コデン・ハーンの三男バガ・ダルハン・ノヤンの家系が統治したが、清代には解体された。

※ウルウトとケムジュートどちらを入れるかは学説によって異なる。

## 歴代首長
ハーン
1. ダヤン・ハーン
2. バルス・ボラト・サイン・アラク晋王…ダヤン・ハーンの三男
3. ボディ・アラク・ハーン（1524年 - 1547年）…ダヤン・ハーンの長男トロ・ボラトの子
4. ダライスン・ゴデン・ハーン（1548年 - 1557年）…ボディ・アラク・ハーンの子
5. トゥメン・ジャサクト・ハーン（1558年 - 1592年）…ダライスン・ゴデン・ハーンの子
6. ブヤン・セチェン・ハーン（1593年 - 1603年）…トゥメン・ジャサクト・ハーンの子
7. リンダン・ハーン（1603年 - 1634年）…ブヤン・セチェン・ハーンの子マングス太子の子

チンワン（親王）
1. エジェイ（額爾克孔果爾額哲）（1635年 - 1641年）…リンダン・ハーンの子
2. アブナイ（阿布鼐）（1641年 - 1669年）…エジェイの弟
3. ブルニ（布爾尼）（1669年 - 1675年）…アブナイの子

## 参考資料
- 宮脇淳子『モンゴルの歴史 遊牧民の誕生からモンゴル国まで』（刀水書房、2002年、ISBN 4887082444）
- 岡田英弘訳注『蒙古源流』（2004年、刀水書房、ISBN 4887082436）
- 岡田英弘『モンゴル帝国から大清帝国へ』（藤原書店、2010年、ISBN 9784894347724）
- 森川哲雄「チャハル・八オトクとその分封について」『東洋学報』58巻、1976年